# Akira Ishikawa (Schlagzeuger)
Akira Ishikawa (jap. 石川 晶, Ishikawa Akira; * 10. November 1934 in Yokosuka, Präfektur Kanagawa; † 10. Februar 2002) war ein japanischer Jazzmusiker (Schlagzeug) und Bandleader.
Ishikawa begann  seine Musikerkarriere bei Shin Matsumoto and New Pacific. In den folgenden Jahren tourte er mit eigenen Formationen wie Akira Miyazawa Modern Allstars sowie mit Toshio Hosaka. In späteren Jahren spielte er bei Toshiyuki Miyama und dessen Band New Herd; 1964/65 entstanden Aufnahmen mit Miymas Modern Jazz Highlights und Modern Jukebox). Ab Ende der 60er nahm er LPs unter eigenem Namen auf wie Soul Session (1969) und  The Gentures in Beat Pops (1970), an denen u. a. Hiromasa Suzuki, Kiyoshi Sugimoto und Masaoki Terakawa mitwirkten. Mit seiner Bigband Count Buffaloes entstand 1970 das Jazzrock-orientierte Album Electrum, gefolgt von Drums Concerto (1971), African Rock (1972), Uganda (1972) und Get Up! (1975). Des Weiteren arbeitete er ab den 70ern noch mit Yoshiko Goto, Koichi Oki, Kiyoshi Sugimoto (Our Time, 1974) und Akio Sasaki (Berklee Connection, 1980). Im Bereich des Jazz war er zwischen 1964 und 1980 an 14 Aufnahmesessions beteiligt.